# Pickettywitch
Pickettywitch was een Britse popband.

## Geschiedenis
Pickettywitch werd gecontracteerd door platenproducent John MacLeod voor Pye Records, dat in juli 1969 hun eerste single You Got Me So I Don't Know/Solomon Grundy uitbracht. Hun doorbraak in de Britse hitparade kwam in 1970 met de single That Same Old Feeling (#5). Deze single bereikte ook enkele maanden later de Amerikaanse Top 40 van de Cashbox-pophitlijst en bleef daar hun enige single.
Twee verdere singles bereikten in dat jaar de Britse hitparade, (Its Like a) Sad Old Kinda Movie (nr. 16), geschreven door Tony Macaulay en John MacLeod, en Baby I Won't Let You Down (nr. 27), geschreven door Les Reed en Geoff Stephens.
In 1970 kreeg de single Days I Remember radio-airplay. De single haalde de hitlijsten niet, maar That Same Old Feeling bereikte in de zomer van hetzelfde jaar een 67e plaats in de Billboard Hot 100 en een 40e plaats in de Cashbox-pophitlijst. Polly Brown verliet de band aan het eind van 1972 voor een solocarrière.
Brown formeerde samen met Tony Jackson het duo Sweet Dreams en namen een cover op van de Abba-hit Honey, Honey. Brown ging door voor een succesvolle solocarrière met hits in het Verenigd Koninkrijk en de Verenigde Staten. Keith Hall vervoegde zich voor vijf jaar bij Gerry & the Pacemakers en had een actieve internationale carrière als jazzdrummer.
Brown ging verder met schrijven en muziek opnemen, ook met blues-materiaal.

## Overlijden
Peter Hawkins overleed op 18 oktober 2014.

## Bezetting
- Polly Brown (zang)
- Chris Warren (zang)
- Bob Brittain (orgel)
- Martin Bridges (gitaar)
- Mike Tomich (basgitaar)
- Keith Hall (drums)
- Peter Hawkins (vanaf 1970, gitaar)
- Brian Stuart (vanaf 1970, basgitaar)
- Paul Risi (gitaar)
- Paul Riordan (basgitaar)

## Discografie

### Albums
- 1970: Pickettywitch (Janus Records, LP)
- 2001: That Same Old Feeling: The Complete Recordings (Castle Records, CD)